# Hong Chul
Hong Chul (ur. 17 września 1990 w Hwaseong) – południowokoreański piłkarz grający na pozycji obrońcy w Suwon Samsung Bluewings.

## Życiorys
Jest wychowankiem klubu akademickiego Dankook University. W latach 2010–2013 był piłkarzem Seongnam FC. 1 stycznia 2013 odszedł do Suwon Samsung Bluewings. Od 6 grudnia 2016 do 4 września 2018 przebywał na wypożyczeniu w Sangju Sangmu FC.
W reprezentacji Korei Południowej zadebiutował 6 lutego 2011 w zremisowanym 0:0 meczu z Turcją. Został powołany na mistrzostwa świata 2018.